# Shocking Blue (album)
Shocking Blue è l'album discografico d'esordio dell'omonimo gruppo musicale olandese, pubblicato nel 1968.
Nel 1970 fu pubblicato in Germania col titolo Beat With Us.

## Tracce

### Lato A
1. Love Is in the Air
2. Ooh Wee There's Music in Me
3. What You Gonna Do
4. Little Maggie
5. Jail My Second Home
6. What's Wrong Bertha

### Lato B
1. Rockin' Pneumonia and the Boogie Woogie Flu
2. That's Allright
3. Crazy Drunken Man Dreams
4. Beggarman
5. Hold Me, Hug Me, Rock Me
6. Where My Baby's Gone

### CD Bonus Tracks
1. Whisky Don't Wash my Brains
2. League of Angels

## Formazione
- Robbie van Leeuwen - voce e chitarra
- Cor van der Beek - batteria
- Klaasje van der Wal - basso
- Fred de Wilde - voce